# ポーランドにおけるホロコースト
ポーランドにおけるホロコースト
- ホロコースト、占領者によるポーランド市民の待遇、ポーランド人に対するナチスの犯罪を参照

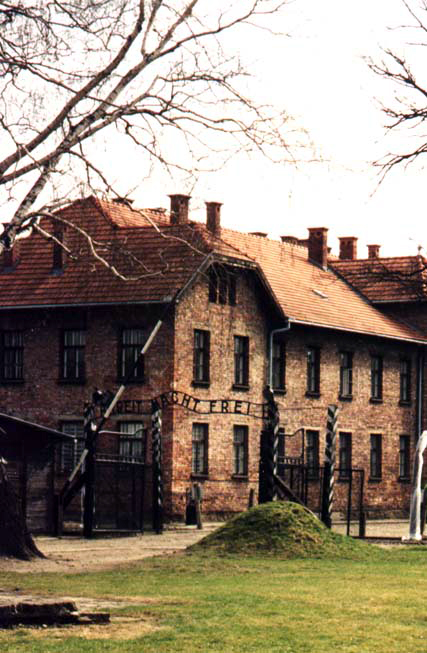
アウシュビッツ強制収容所の入り口

ナチス・ドイツの占領政府によるユダヤ人迫害、特に都市部での迫害行為は、占領が始まったのちに行われた。しかし最初の1年半の間ドイツ人は、ユダヤ人の財産を奪った上でゲットーに収容するか、軍需関連産業で強制労働に就かせるかにとどまっていた。この期間ポーランドの政府機関は閉鎖されていたが、ユダヤ人共同体の主導層であるユダヤ人委員会(Judenrat)だけをドイツ人は公式にその存在を認めていた。ユダヤ人委員会はある程度まではドイツ人との交渉を許可されていた。1941年6月にドイツがソヴィエト連邦に対する攻撃を開始すると、特別行動部隊(Einsatzgruppen)という特別な殺戮部隊が組織され、1939年にソ連に併合された東部ポーランドの地域でユダヤ人を殺害するようになった。
ドイツに鼓舞されて起こった残虐行為のうちの数件では、ポーランド人自身による支援や積極的な参加もあった。例えば1941年7月のイェドヴァブネ事件では国家記銘院(IPN)による最終結論として約300人(1969年にポーランドからアメリカに移住したヤン・グロス(en:Jan T. Gross)ははじめ1,600人と考えていた)のユダヤ人が地元の住民から苦痛を受けて殴り殺された。ユダヤ系ポーランド人共同体に対する虐殺行為にどの程度ポーランド人が関わったのかについては異論があるが、国家記銘院はイェドヴァブネの例と同様のポグロムが他に22箇所で発生したことを確認している。虐殺の原因については議論が続けられているが、反ユダヤ主義、ポーランド・ソヴィエト戦争や1939年の東部辺境地域(Kresy)への侵攻でユダヤ人が侵略者だったソ連に加担したことに対する鬱積した憤り、あるいは単にユダヤ人の財産目当てといったことなどが挙げられる。ポーランド人が関与した23件のユダヤ人殺害事件は全て1941年に発生したが、これらの事件に関わった容疑で100人が戦後に起訴され、27人が有罪となり、うち4人が死刑の判決を受けている。
1942年1月20日にベルリン近郊で開かれたヴァンゼー会議では、ヨーゼフ・ビューラー博士がラインハルト・ハイドリヒに総督府で「ユダヤ人問題の最終解決」提案を実行に移すよう促した。それに従って、1942年にドイツ人はユダヤ人の計画的殺害を開始した。初めは総督府のユダヤ人が対象だった。6箇所の絶滅収容所(アウシュヴィッツ、ベウゼツ、ヘウムノ、マイダネク、ソビブル、トレブリンカ)が建設され、1942年から1944年にかけてホロコーストの最も過激な手段、すなわちポーランドやその他の国から集められた何百万人ものユダヤ人の大量虐殺が実行された。300万人いた戦前ポーランドのユダヤ人人口のうち、戦争を生き延びたのはたった5万人程度だけだった。
これらの出来事でポーランド人の果たした役割がどの程度であったのかは少なからぬ議論の対象となっている。ポーランドで共産主義が倒れてからは、この問題が率直に議論されるようになり、ポーランドの各政党、カトリック教会、ポーランド内外のユダヤ人団体がそういった議論に貢献している。戦前、ポーランドには300万人のユダヤ人が住んでいたが、これは当時の全人口の約10%に相当する。ポーランドは敬虔なカトリック国家であるため、この非キリスト教少数民族の存在は常に緊張の原因で、ポーランド人とユダヤ人の間で周期的に暴力の応酬があった。戦前には社会的に広く反ユダヤ主義が存在し、時に反ユダヤ主義はカトリック教会やいくつかの政党によって助長されたが、政府が直接反ユダヤ主義を唱えることはなかった。ポーランドには反ユダヤ主義に反対する政治勢力も複数存在した。しかし1930年代後半になると、反動的な反ユダヤ主義勢力が政界で地歩を得るようになっていた。ドイツは明らかにこういったポーランド人の反ユダヤ主義的感情を利用することができた。占領下のポーランド人の中には一旦かくまったユダヤ人をドイツ人に引き渡したり「ユダヤ人狩り」をして生計を立てたりするものがいたが、ポーランド人の大半はユダヤ人絶滅政策に協力するよりはユダヤ人をかくまうことを選んだ。反ユダヤ主義は特に東部地域で根強かった。そこは1939年から1941年までの間ソ連が占領していた。この東部地域では、ユダヤ人はソ連に協力していたとして地元住民に非難されており、ソ連占領下でユダヤ人の共産主義者はカトリック教徒のポーランド人を抑圧したり国外追放したりするのに主導的役割を果たしていたと言われていた。その結果として、復讐行為が起こり、時には無実の者が標的にされた。
ドイツ占領下ではほとんどのポーランド人は生き残るために必死だった。ユダヤ人絶滅に反対したりそれを防ごうとしても、そういうことができる状態になかった。しかし実際は多くのポーランド人が命を賭けてユダヤ人をかくまったり、他の手段で支援した。ユダヤ人を支援した場合、支援を提供した本人だけでなくその一家全員、時には近所の人々も全て死罪とされたのはポーランドだけである。1942年9月にはゾフィア・コサック=シュチュツカ(en:Zofia Kossak-Szczucka)の主導で「ユダヤ人支援臨時委員会(Tymczasowy Komitet Pomocy Żydom)」が発足した。この組織は後に「ユダヤ人支援評議会(Rada Pomocy Żydom)」に発展し、「ジェゴタ(Żegota)」という暗号名で呼ばれた。ジェゴタに助けられたユダヤ人の数は不明だが、1943年のある時点ではワルシャワだけで2500人のユダヤ人の子供たちを保護していた(マルコヴァMarkowa村での例も参照)。こういった行動によって、ポーランド人からは最も多い「諸国民の中の正義の人(Righteous Among The Nations)」賞の受賞者が出ている。この賞はイスラエル政府のヤド・ヴァシェム・ホロコースト記念館(Yad Vashem)が授与するものである。
ポーランドにはドイツと協同する政府は存在しなかった。ポーランドにドイツが存在した期間、積極的にドイツに協力したポーランド人はいついかなる場合も(ホロコーストにおいても)他の地域と比べてもほとんど存在しなかった。ナチ協力者の数は例えばフランスよりも明らかに少なかった。これは部分的には、ポーランドにドイツ人を新たに定住させるというドイツの長期計画が一つの原因である。また、ドイツ当局がポーランド人協力者を募ることに興味を持っても、それをすればポーランドでの恐怖政治による支配を弱めることになるとしてヒトラーが強固に拒絶していたということもまたもう一つの原因である。実際、仕事あるいは補助的な役割を与えるといってポーランド人を募るプロパガンダ活動をしても、ポーランド人はほとんど全く興味を示さなかった。ドイツ占領の毎日の現実と比べてあまりにも大きな違いがあったからである。例えば絶滅収容所で補助的な勤務をしたうちでドイツ人でない者の大半はポーランド人でなく、ウクライナ人（例：ジョン・デミャニュク）かバルト三国の人々であった。ポーランドの地下抵抗運動である民族主義の国内軍(en:Armia Kolejowa)と共産主義の人民軍(en:Armia Ludowa)は通常は反ユダヤ的迫害行為への協力に反対し、そういった協力者は死刑にした。ポーランド亡命政府(pl:Polski Rząd na Uchodźstwie)もまた、1942年11月にはナチス・ドイツによって運営されている強制収容所で計画的な大量殺害が行われているとの情報を得てそれを明らかにしていた。この事実はポーランド亡命政府の密使であったヤン・カルスキと、自ら進んでアウシュビッツ強制収容所に収容されて収容所の内部から抵抗運動を組織した国内軍のメンバーであるヴィトルト・ピレツキからの情報によって突き止められた。
しかし国内軍のレジスタンス運動とは別個に存在した狂信的民族主義組織である民族軍(en:Narodowe Siły Zbrojne)は、ポーランド国内で多数のユダヤ人を殺害することを企てた。
国内軍(AK)は反ユダヤ的行為に加担するほど堕落していなかったといえるが、レジスタンス運動の構成員は時に所属する組織を変えることがあったので、ユダヤ人に対する個々の暴力事件を誰のせいにするかを明確にするのは困難である。国内軍とナチスの武力は時に協力し合うこともあったが、それは戦術的レベルの話であってユダヤ人が相手なのではなく、大概の場合は親ソ連的なパルチザンや、時にソ連軍そのものを相手にするときだけであった。このような協力行動は直接交渉の上でなく互いの暗黙の了解によって行われた。例えば、ドイツ人はポーランドのレジスタンス構成員に対して公式に武器を渡したことはなく、実際のところは備蓄しておいた武器を無防備に放って置いたまま撤退したのである。

## 関連書籍
- 中谷剛『ホロコーストを次世代に伝える―アウシュヴィッツ・ミュージアムのガイドとして』岩波書店〈岩波ブックレットNo.710〉、2007年10月。ISBN 978-4000094108。
- 『私はホロコーストを見た　黙殺された世紀の証言　1939-43（上・下）』ヤン・カルスキ(en:Jan Karski)著、吉田恒雄訳、白水社、2012年9月（ISBN 978-4-560-08234-8 ISBN 978-4-560-08235-5）
- 『ショアーの歴史　ユダヤ民族排斥の計画と実行』ジョルジュ・ベンスサン著、白水社（文庫クセジュ）、2013年8月（ISBN 978-4-560-50982-1）